# 埃切尔
埃切尔（匈牙利語：Ecser，國際音標：/ˈɛʧɛr/）是匈牙利佩斯州的一个村莊，距首都布達佩斯東南不遠。佔地13.1平方公里，2011年統計人口3,616。

## 位置
埃切尔坐落于布达佩斯东南，布達佩斯李斯特·費倫茨國際機場附近。相邻的居民点有毛格洛德、韋切什、哲姆勒和于勒。M0高速公路在该村附近。村内有斯洛伐克少数民族。

## 历史
埃切尔最早的历史记录始于1315年12月15日，虽然该村当匈牙利人896年进入今天的匈牙利时就已存在。据传村名是匈牙利族阿尔帕德大公给取的。当他到该地停留问当地人地名时，当地人无法回答，于是阿尔帕德告诉他们：那就以这棵橡树（匈牙利語：cser）来命名这个村庄吧。。奥斯曼人统治时期（1526-1686），该村一度消失。直到1699年才有人重新迁回该地。有11为来自埃切尔的士兵参加了拉科齊獨立戰爭（1703-1711）。18世纪早期村主Antal Grassalkovich引入了斯洛伐克拓荒者。

## 画廊

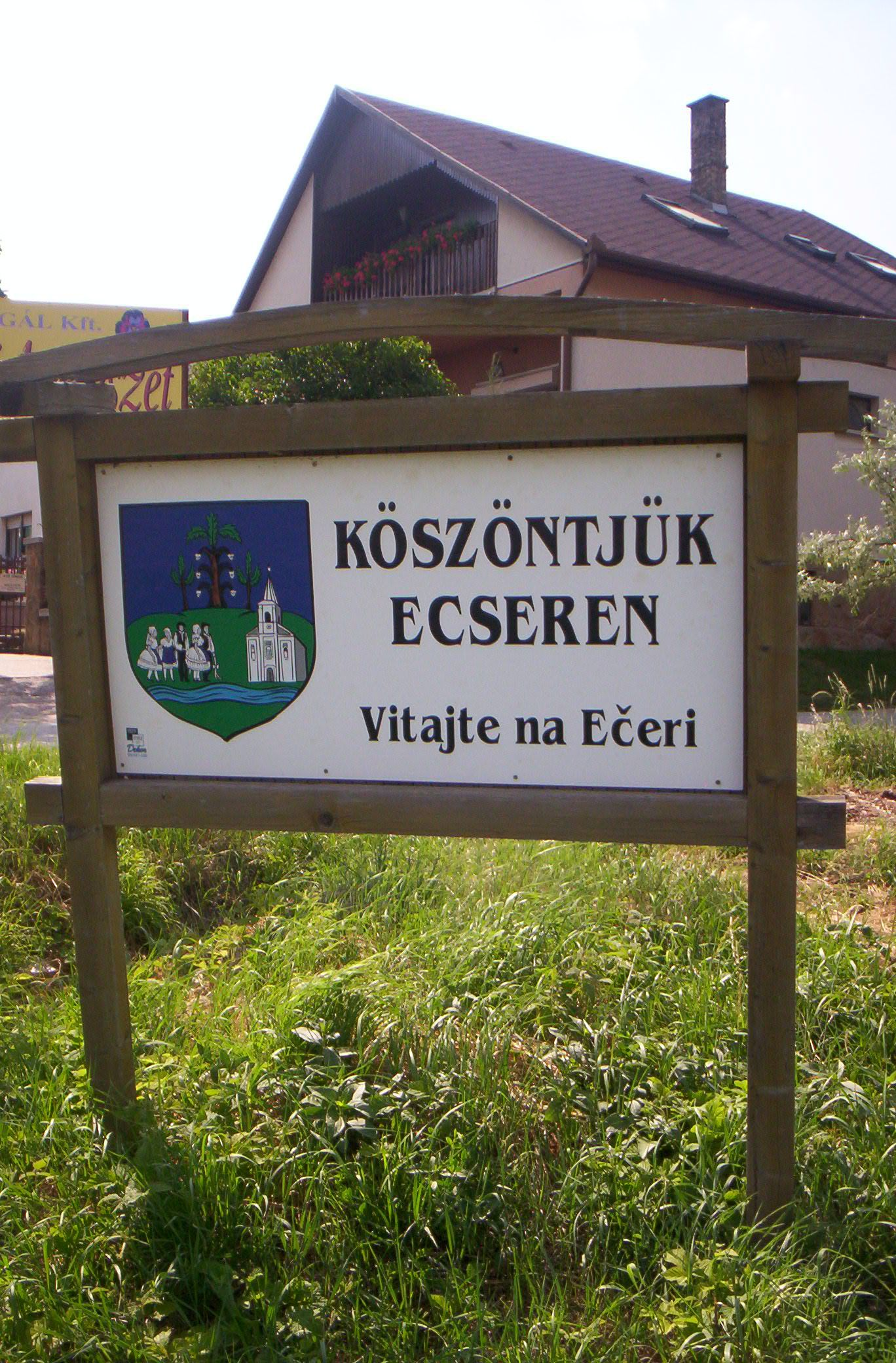
村边的双语欢迎牌
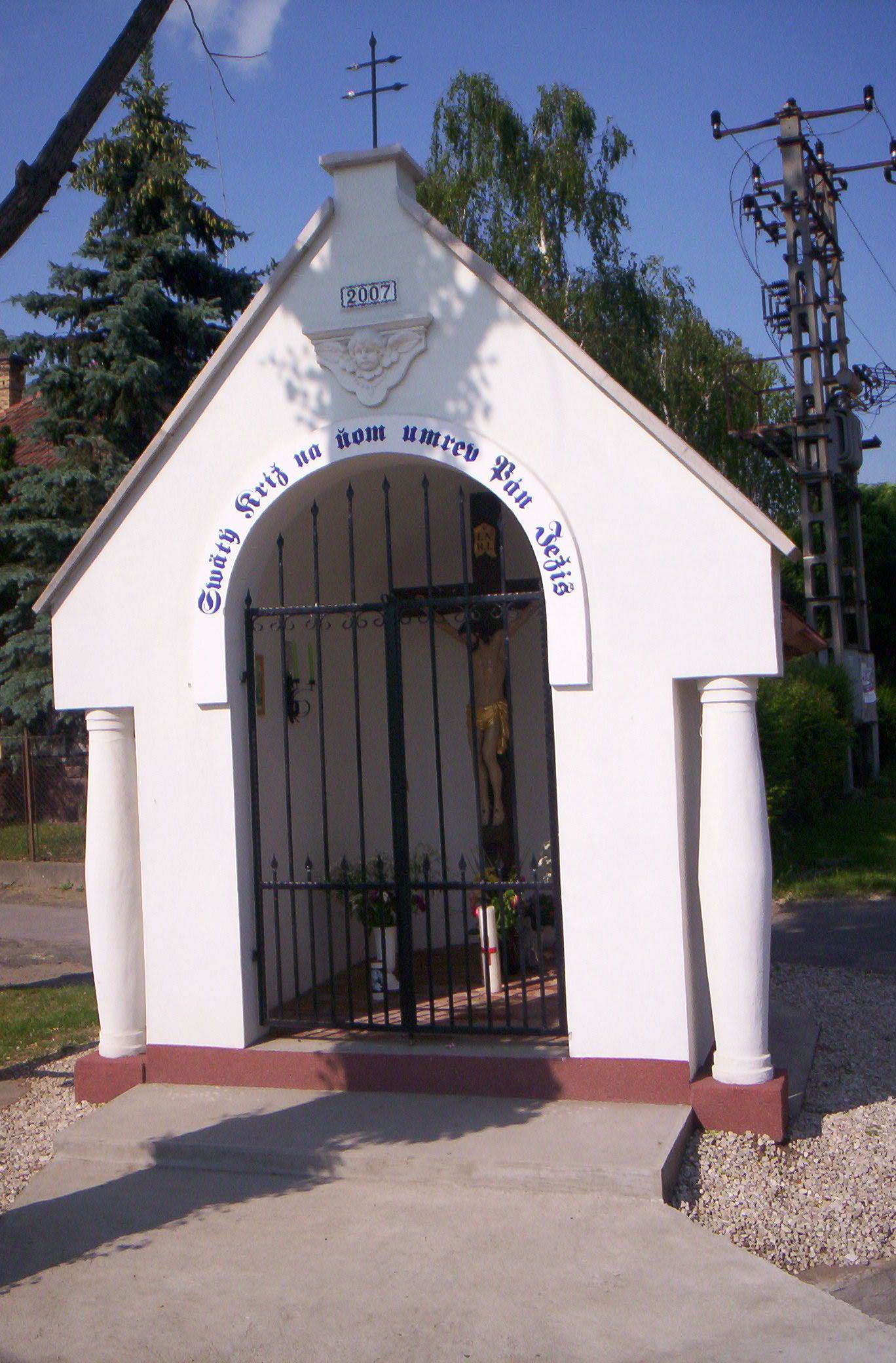
斯洛伐克人的小教堂
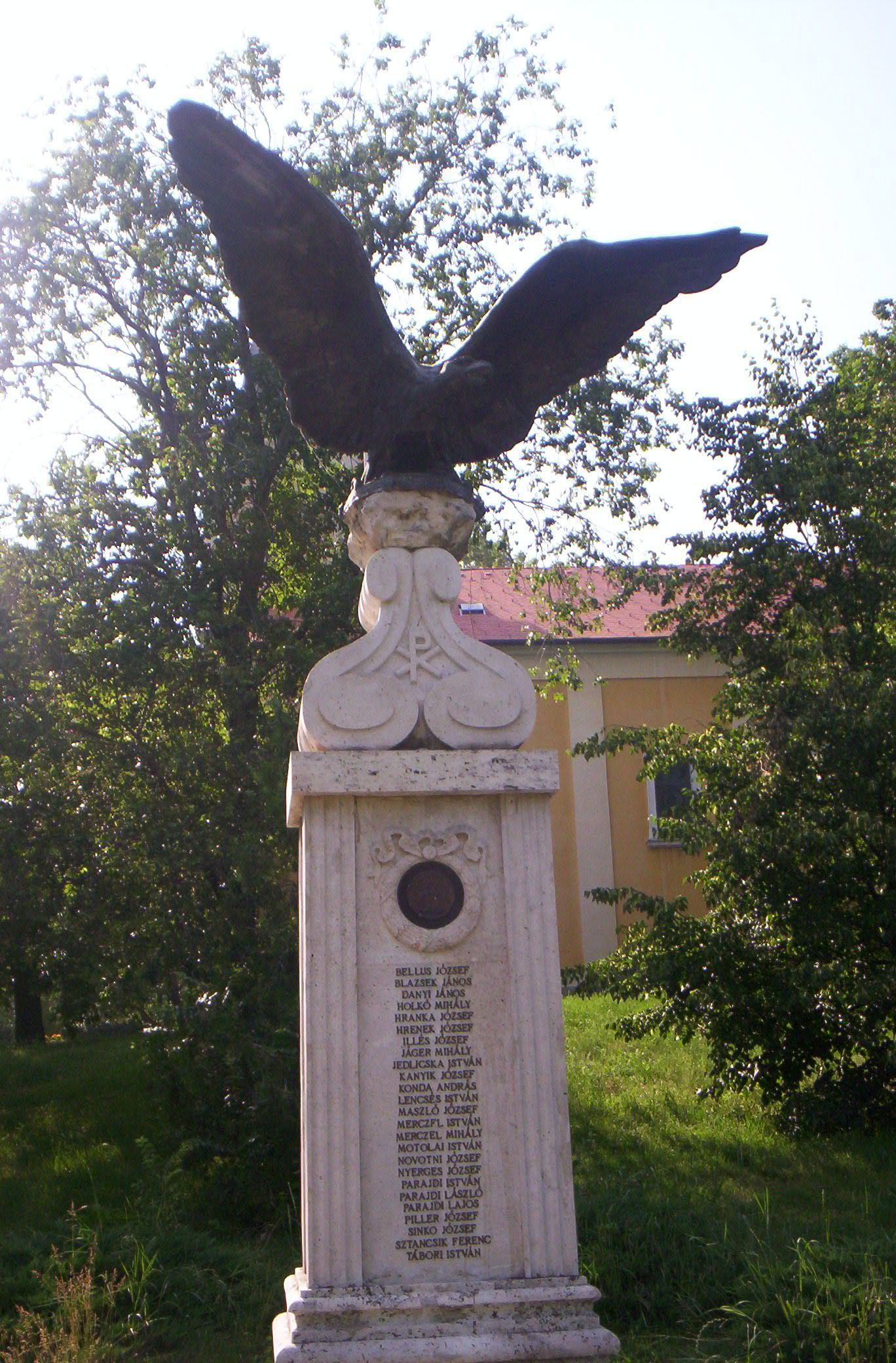
二战纪念碑
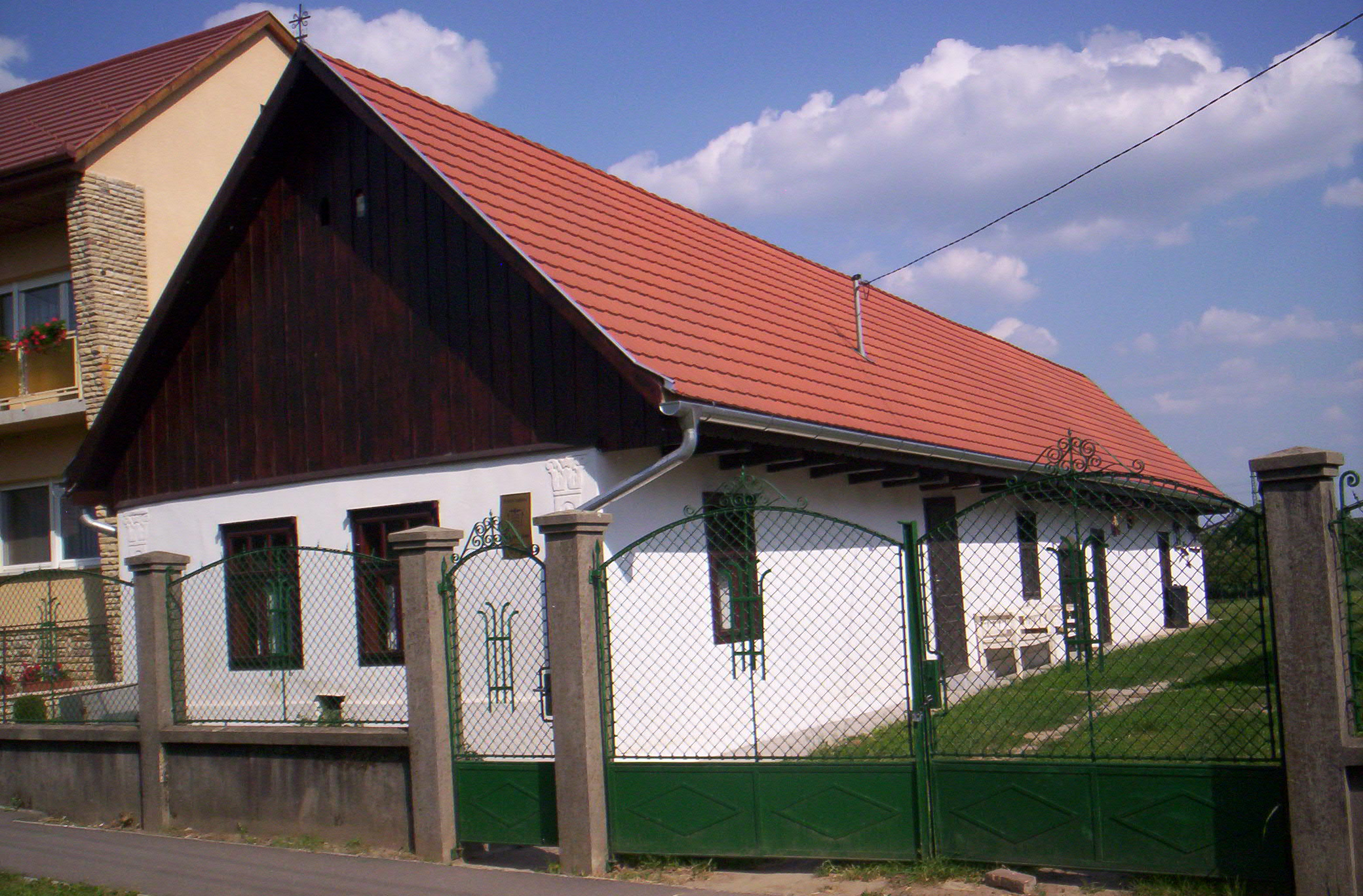
埃切尔的历史性建筑
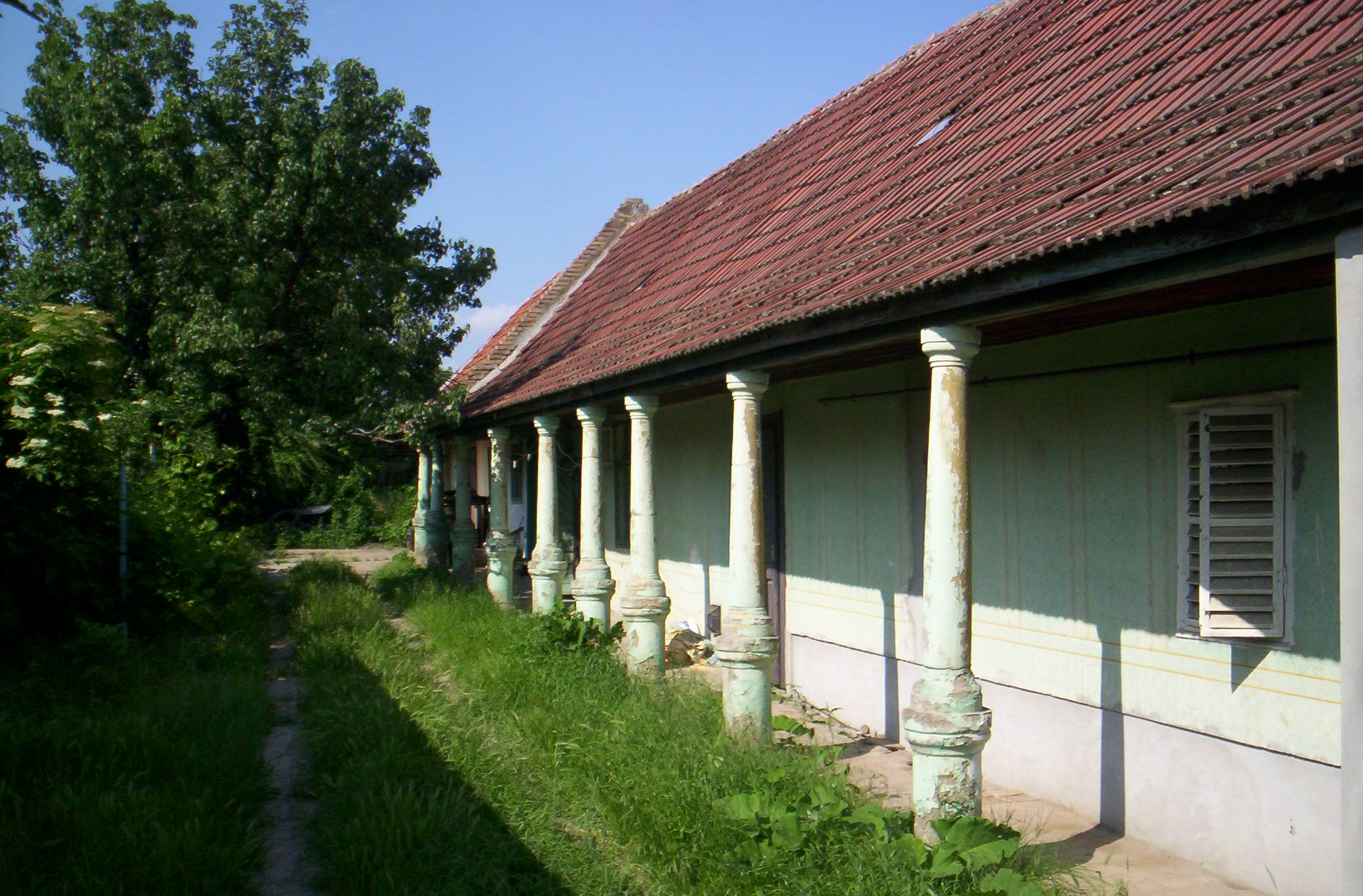
一个老房子的庭院
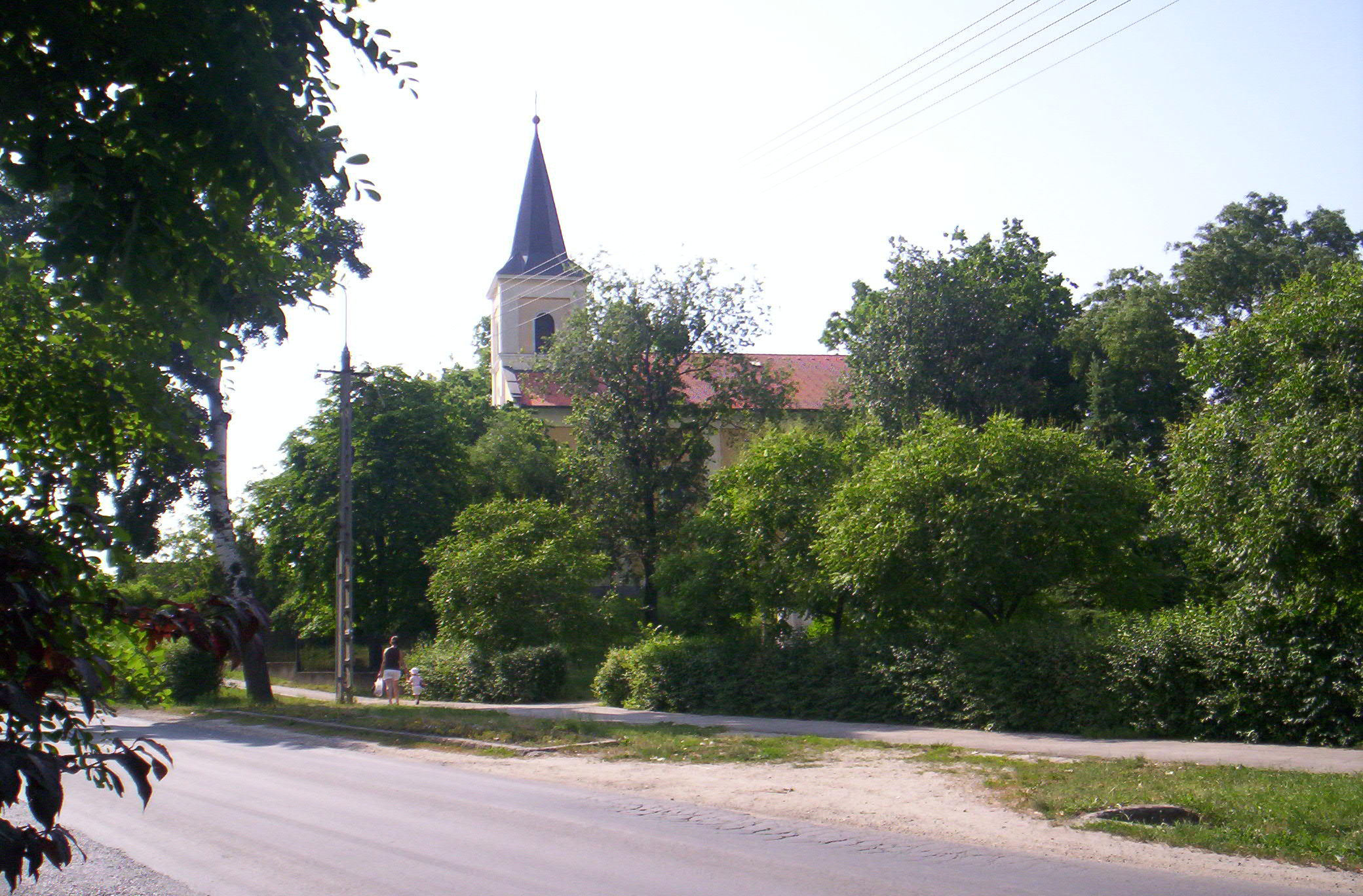
教堂旁的公园
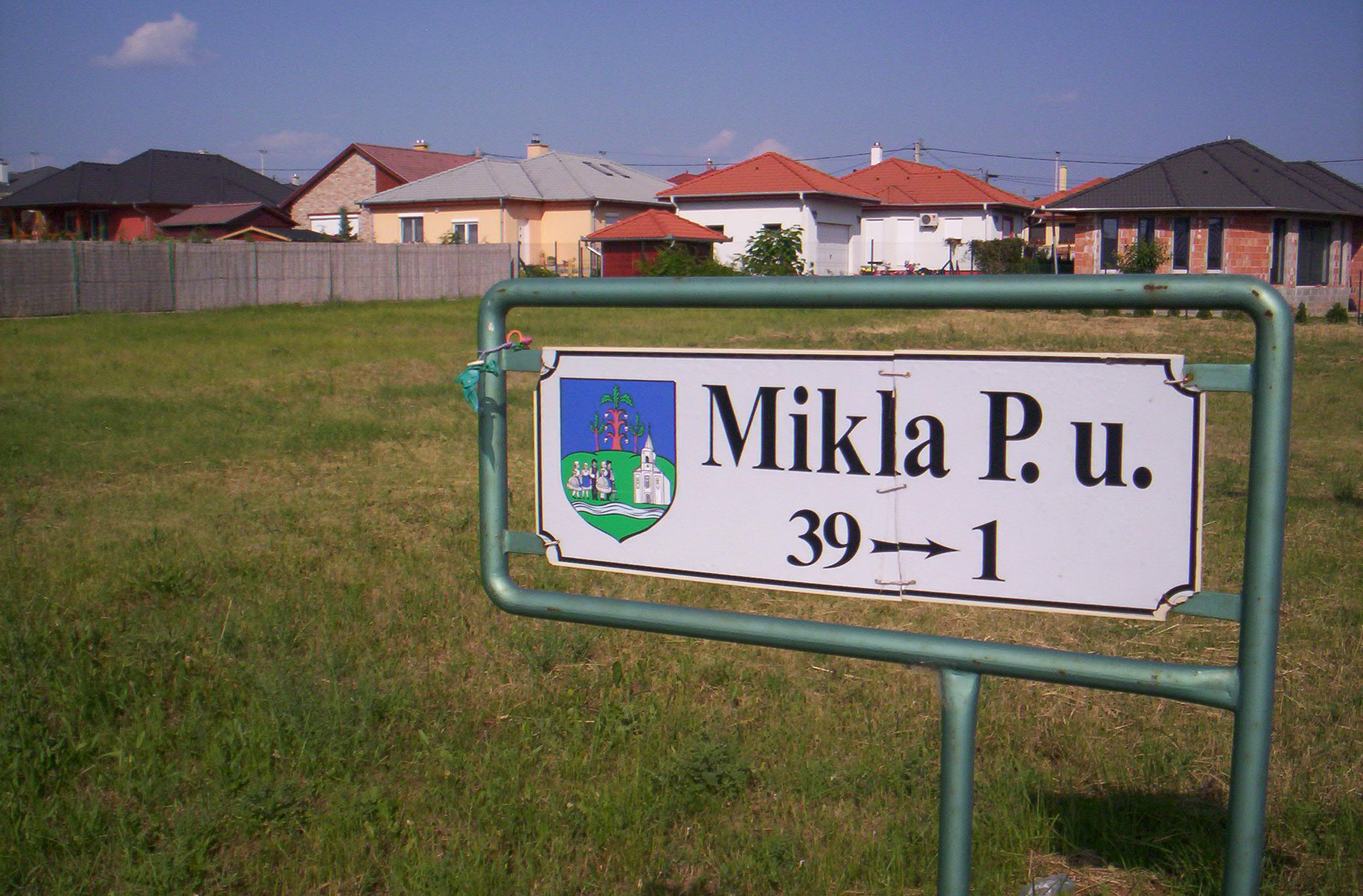
路牌
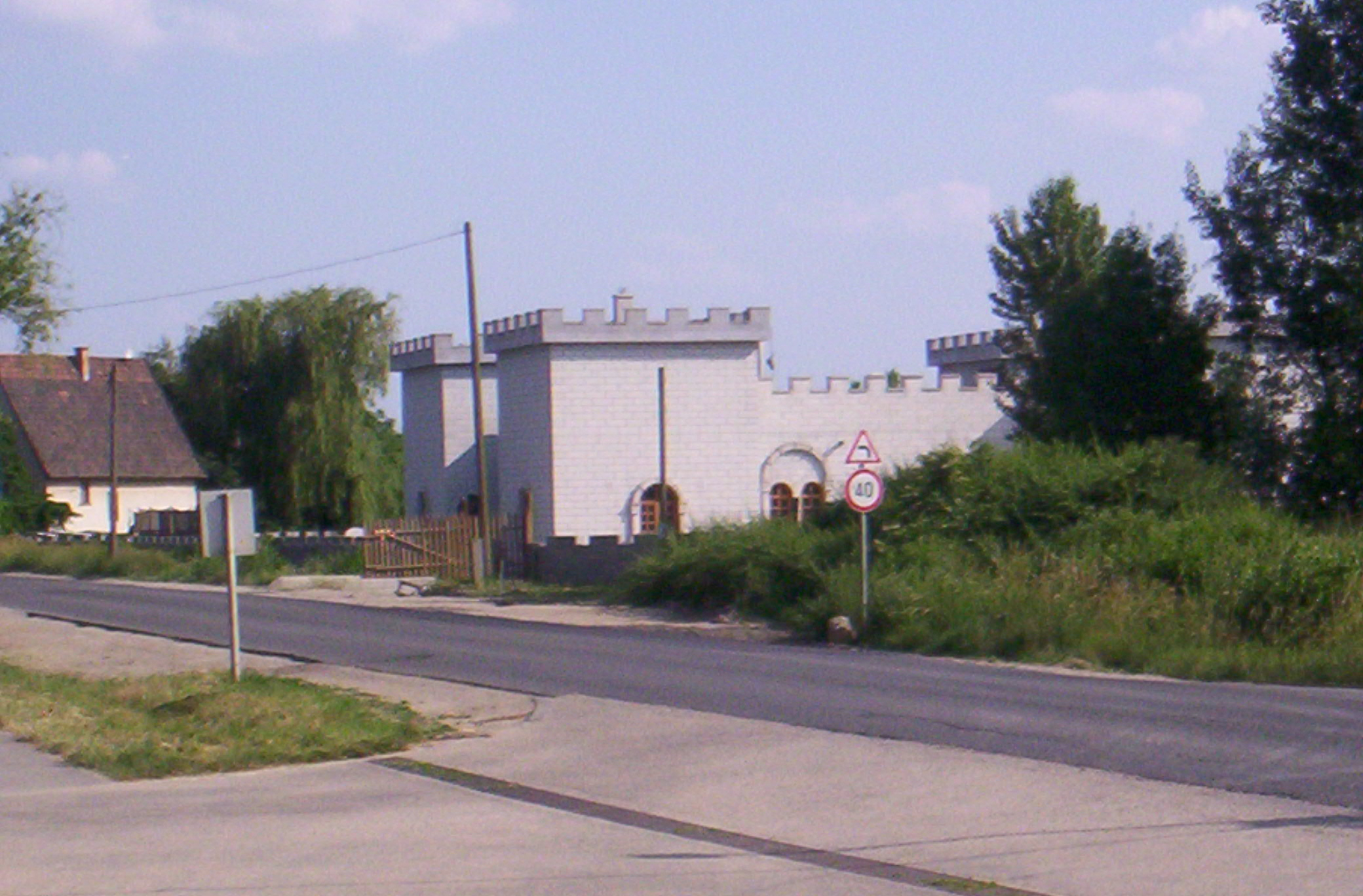
供儿童玩耍的城堡屋
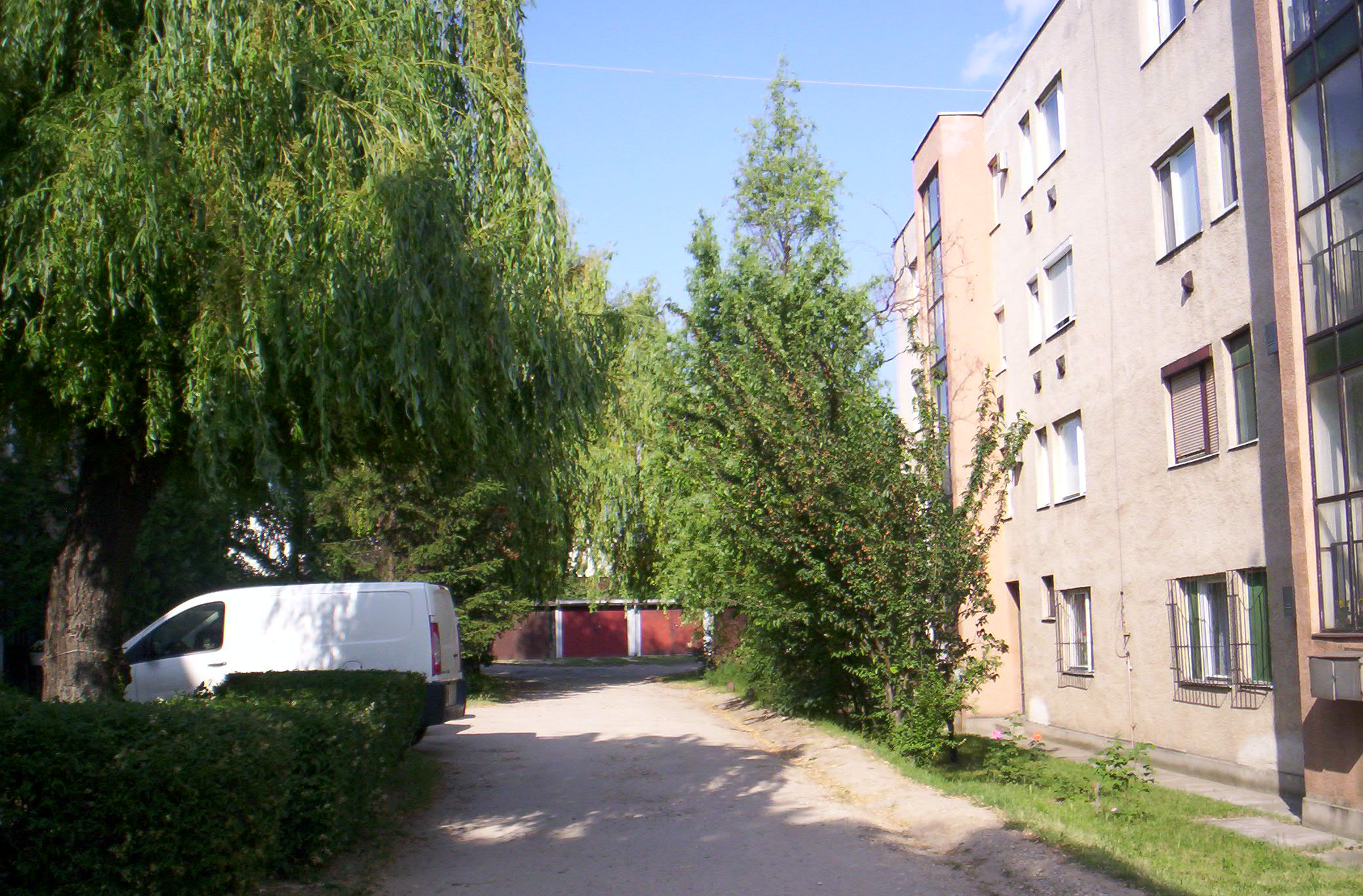
公寓楼
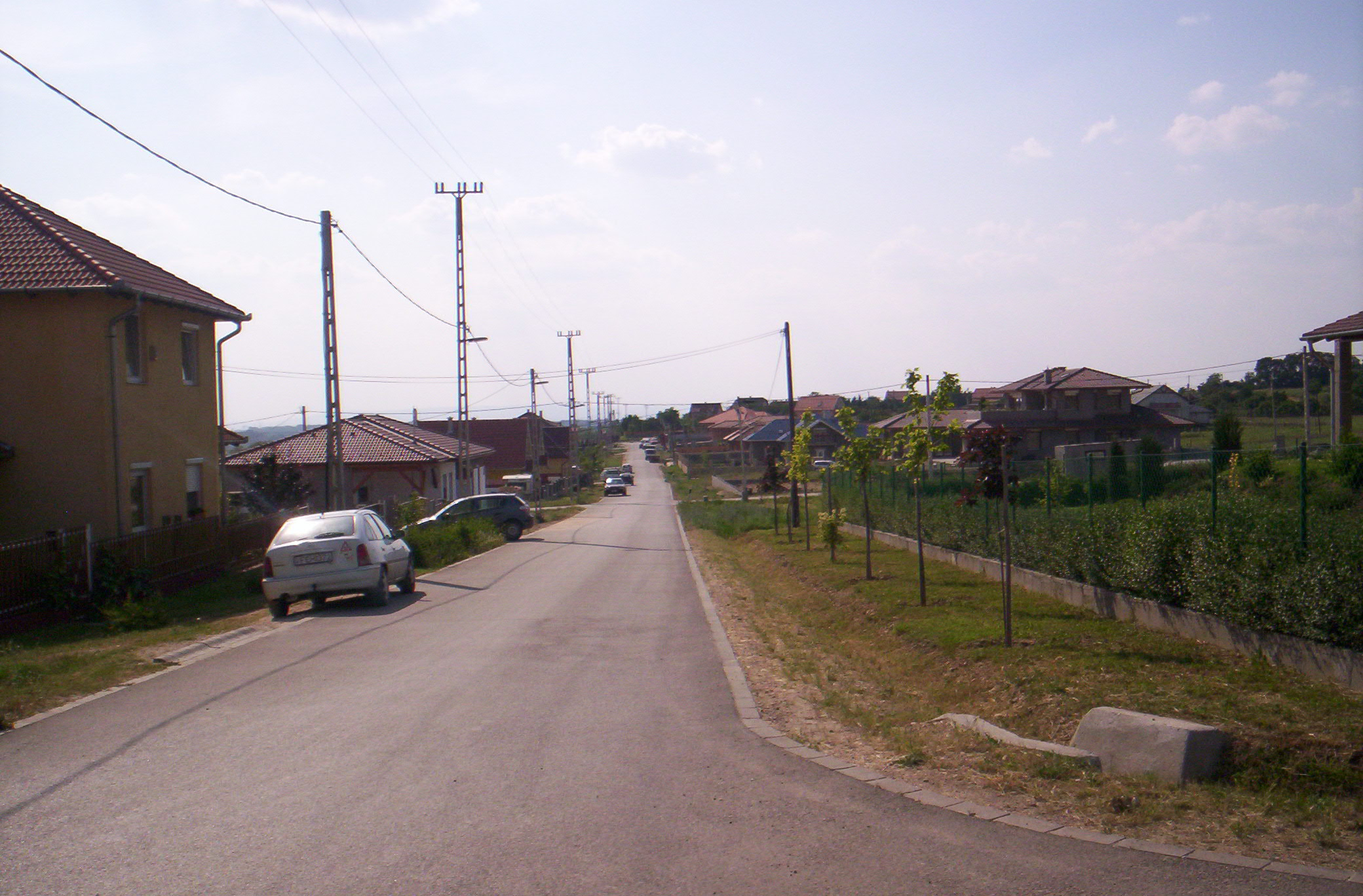
新区
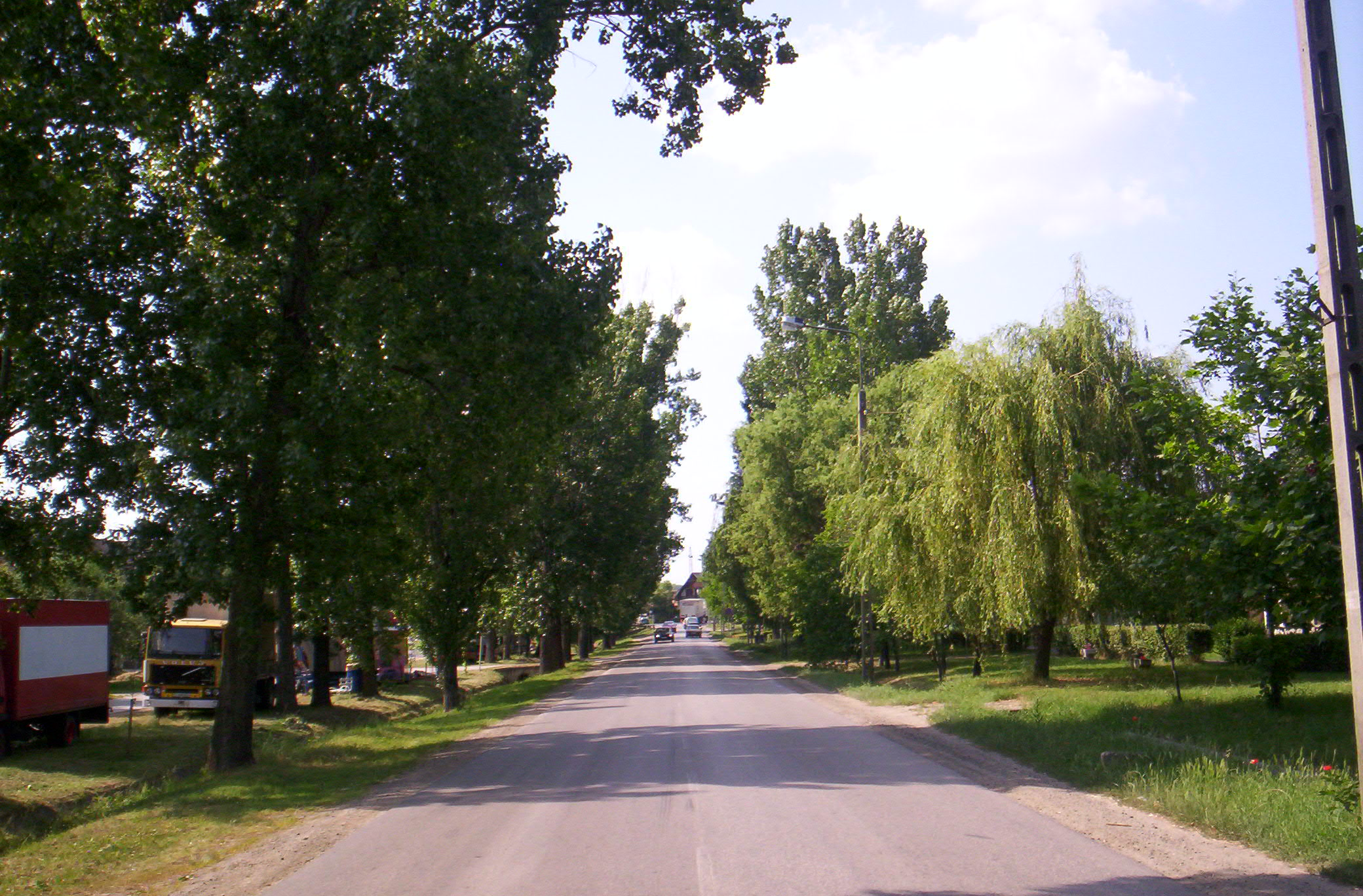
主街